# Caá Catí
Caá Catí (en guaraní: Ka'a Katĩ), también llamado Nuestra Señora del Rosario de Caá Catí y, anteriormente, General Paz, es un municipio y ciudad capital del departamento General Paz de la provincia argentina de Corrientes.
Su fundación se remonta al año 1707, luego de la creación de un fortín instaurado en la zona, en torno al cual los pobladores de la región edificaron sus residencias, al resguardo del peligro ocasionado por los malones de los originarios. La primera parroquia fue construida en 1757 y elevada al rango de curato en 1764.
El pueblo fue replanteado y mensurado en 1824, ocasión en la que se produjo el deslinde de veinticinco manzanas destinadas al mismo. En 1852 fue elevado al rango de villa y en 1856 a la categoría de ciudad. Su nombre fue cambiado al de General Paz en 1910 y reinstaurado en 1970 para la ciudad. El departamento permaneció con la denominación que homenajea al ese militar cordobés. En 2010 alcanzó la más plena autonomía municipal, con la sanción de su carta orgánica.
Actualmente el municipio tiene jurisdicción sobre las localidades de Colonia Romero, Capillita, Tacuaral, Talatí, Cerrito y Nuestra Señora del Rosario de Caá Catí. La ciudad está ubicada a 132 kilómetros de la Ciudad de Corrientes a través de la Ruta Provincial N.º 5, y a 46 kilómetros del Portal San Nicolás del parque nacional Iberá, e internamente está dividida en los barrios de Anahí, Sol Naciente, Cambá Porá y Coé Mbotá.
Su perfil urbano es marcadamente colonial, caracterizado por antiguas casonas de fines del siglo XIX afincadas sobre amplios terrenos, con imponentes galerías que se extienden desde los frentes hacia las veredas. La zona rural está compuesta por campos dedicados a la actividad ganadera, principalmente de vacas y búfalos.
Por su patrimonio natural, histórico y cultural, fue declarada de interés turístico por ley provincial N° 4346 el 27 de septiembre de 1989. El Balneario Municipal El Rincón es un destino visitado por turistas de la provincia y la región que cuenta con cabañas, quinchos, parrillas, canchas de fútbol y vóley, espacios verdes, zona de acampada, playas y una laguna de aguas cálidas.

## Toponimia
La denominación Caá Catí fue dada por los indígenas guaraníes que habitaban y habitan en la zona. En idioma guaraní el vocablo ka'a significa "hierba" o "planta", en tanto que katĩ significa "aroma fuerte" o "intenso".
Este nombre hace referencia al olor que soltaban las hierbas aromáticas de la región, tales como la menta, el romero, el orégano y la albahaca, al ser pisadas por los cascos de los caballos que cabalgaban por el lugar.
Originalmente el nombre Caá Catí se aplicaba tanto al departamento como a la ciudad cabecera, pero en mayo de 1910 la denominación fue cambiada por la de General Paz, en homenaje al militar José María Paz y Haedo. Desde entonces, el departamento conservó dicho nombre pero la ciudad cabecera volvió a ser llamada Caá Catí en 1971, con el agregado "Nuestra Señora del Rosario" en homenaje a su santa patrona.

## Geografía

### Ubicación
El municipio de Caá Catí se encuentra ubicado al norte de la provincia de Corrientes. Limita al norte con los municipios de Berón de Astrada e Ita-Ibaté, al este con el municipio de Loreto, al sur con el municipio de Palmar Grande y al oeste con el municipio de Lomas de Vallejos y el departamento San Luis del Palmar.
Sus accesos se dan a través de la Ruta Provincial N.º 5 y la Ruta Provincial N.º 13. La primera de ellas conecta a Caá Catí con la capital provincial, a una distancia de 132 kilómetros, pasando previamente hacia el oeste por las localidades de Paso Florentín, Lomas de Vallejos, Herlitzka, San Luis del Palmar y Laguna Brava en tanto que, hacia el sureste, la misma ruta la conecta con la Ruta Nacional N.º 118, mediante la cual se vincula con las ciudades de San Antonio y San Miguel. Por su parte, la Ruta Provincial N.º 13 la conecta con las localidades de Colonia Romero e Ita-Ibaté hacia el norte y con Tacuaral y Palmar Grande hacia el suroeste.

### Clima

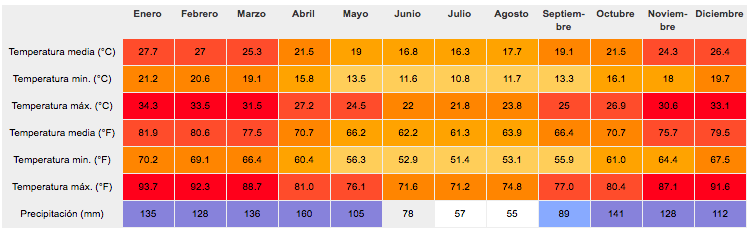
Tabla climática de Caá Catí.

Debido a su ubicación, en Caá Catí prevalece un clima tropical húmedo (cfa en la clasificación climática de Köppen), caracterizado por inviernos levemente fríos a templados y veranos húmedos y  muy cálidos, con precipitaciones abundantes y repartidas a lo largo del año.
La temperatura media anual es de 21.9 °C siendo enero el mes más caluroso del año - con una temperatura promedio de 27.7 °C - y julio es el mes más frío del año - con una temperatura media de 16.3 °C -. La precipitación media aproximada es de 1324 mm, alcanzando su pico máximo en abril con 160 mm y su pico mínimo en agosto con 55mm.

### Antípodas
El monumento central de Caá Catí, ubicado en la Plaza 25 de Mayo, se encuentra situado en las coordenadas 27°45′6″ S 57°37′28″ O, por lo cual las antípodas están en 27°45′6″ N 122°22′71″ en el océano Pacífico y más puntualmente en el Mar de la China Oriental, en las costas de Wenzhou.

## Historia[8]
A principios del siglo XVIII el Cabildo correntino estableció un presidio que tenía por misión contener los avances y desmanes que solían cometer los aborígenes de las misiones jesuíticas de la zona del río Uruguay. En ese contexto fue que, en el año 1707, y luego de la creación de un fortín instaurado en la zona con la finalidad proteger y otorgar seguridad a la campaña correntina frente a los constantes ataques de los malones provenientes de dichas misiones, los pobladores de la zona, muchos de ellos hacendados, eligieron terrenos cercanos a ese destacamento militar para la edificación de sus casas al resguardo del peligro indígena. De este modo, se dio origen al pueblo de Caá Catí.
En 1743 llegó a la zona de Caá Catí fray Ignacio Lezcano, quien pidió limosna para construir allí una capilla que finalmente fue levantada en tierras que pertenecían al capitán Simón Hernández. En el año 1757 esa primera parroquia fue oficializada y el 22 de agosto de 1764 se la elevó a la categoría de curato por decisión del obispo de Buenos Aires, Monseñor de la Torre, quien además bajo el patronazgo de Nuestra Señora del Rosario.
En 1818 las tropas del Comandante Andresito, lugarteniente de José Gervasio de Artigas, asaltaron el pueblo y se llevaron sus archivos parroquiales. En 1823, ya durante el gobierno provincial constitucional de Juan José Fernández Blanco y ante la falta de delineación de la localidad, el pueblo fue replanteado y posteriormente mensurado por Pedro Ferré en 1824, y el 23 de noviembre de dicho año se aprobó el deslinde de los terrenos destinados al mismo, con una división de veinticinco manzanas, entre las cuales se encontraba la plaza principal que hoy se denomina 25 de Mayo.
En 1831 fue designado Comandante Militar Juan Alberto Albarenga, a quien lo sucedió en el cargo el 31 de diciembre de 1849, Bernabé Antonio Chiquillo Esquivel. Por decreto del 13 de octubre de 1852 el pueblo fue elevado al rango de villa y finalmente al rango de ciudad el 5 de diciembre de 1856. La ciudad de Caá Catí se mantenía vinculada al resto de la provincia por intermedio de un servicio de mensajerías, y su puerto natural era el de Ita Ibaté.
El 18 de mayo de 1910, por ley de la Legislatura de Corrientes, su nombre guaraní fue cambiado por el de General Paz hasta que, en 1970, el interventor Adolfo Navajas Artaza decidió restituirle a la ciudad su antigua denominación, preservando el departamento el nombre del militar cordobés.
A raíz un incendio que se produjo en el archivo de su iglesia, los documentos que remitían a los orígenes de la fundación de Caá Catí se perdieron para siempre, motivo por el cual el pueblo nunca tuvo una fecha de recordación histórica. Por esta razón, el Concejo Deliberante y el Poder Ejecutivo Municipal resolvieron establecer al 7 de abril como fecha principal de recordación del pueblo, en homenaje al coronel Esquivel, uno de los más ilustres nativos del lugar, quien acompañó al general Manuel Belgrano en sus incursiones al Paraguay y a la Banda Oriental, y falleció el 7 de abril de 1851 en Caá Catí.
Su población se ha destacado durante toda su historia por su participación en las luchas intestinas de la provincia de Corrientes, siendo precisamente el departamento escenario de hechos históricos importantes como la batalla de Lomas de Caá Catí, donde el Comandante Andresito fue derrotado en 1818; la batalla de Lomas de Ibahay, en las que el general Paz obligó a Justo José de Urquiza a retirarse al sur de la provincia en 1846; la batalla de Caá Catí, donde el general Paz instaló su campamento y en donde se alojó con su familia alrededor de diez días; y la batalla de Vences en la que, en 1847, se enfrentaron Joaquín Madariaga y el general Urquiza.

## Heráldica

### Escudo
El 11 de noviembre de 1986, el Concejo Deliberante de Caá Catí resolvió llamar a concurso para la creación del escudo municipal. Sin embargo, fue declarado desierto y la comisión pro-escudo, integrada por los vecinos Julio César Almirón, Lucía Vallejos y Casto Piñeiro, propuso al profesor Enrique Piñeyro para encargarse del diseño del escudo, el cual fue finalmente aprobado por unanimidad en el Concejo Deliberante el 24 de febrero de 1988.
El diseño está compuesto por dos campos: uno superior, en el que se hallan representados el celeste del cielo matutino y sobre él el sol amarillo, un árbol verde y un ave blanca; y otro inferior, que contiene un camino y la cruz de un rosario cuyas cuentas bordean al escudo por completo. Ambos campos son atravesados oblicuamente por una espada.
El cielo matutino simboliza la esperanza renovada de cada día por un mañana mejor, el sol representa una fuente de energía permanente que brinda vida y felicidad, y la garza, ave típica de la zona, posicionada en vuelo ascendente, manifiesta el esfuerzo por crecer y superarse. El yataí, árbol originario de la provincia y sagrado para los aborígenes tupí-guaraní, simboliza la permanencia de las raíces, la espada recuerda aquella utilizada por el general José María Paz, figura histórica de gran importancia en la región, y el camino y el rosario dan cuenta del culto permanente de la fe cristiana en los habitantes de la localidad.

### Bandera
La Bandera Municipal de Caá Catí fue izada por primera vez en ocasión del Día de la Bandera, el 20 de junio de 2016. La misma fue creada por los vecinos Gladys Gómez, Marcelo Tosolini y Daniel Gómez, quienes resultaron vencedores del concurso convocado por el Concejo Deliberante, que oficializó el diseño el 29 de noviembre de 2015.
Su diseño toma elementos del escudo municipal y comprende dos bandas horizontales: la superior de color celeste, representando el cielo, con un sol amarillo en su centro y una garza blanca a la izquierda, y la inferior dividida verticalmente en dos mitades, una de color turquesa a la izquierda, que representa las lagunas y esteros, y otra de color verde a la derecha, que representa la flora del lugar.

## Población
De acuerdo a datos correspondientes al último censo argentino, el municipio de Caá Catí cuenta con una población total de 7 677 habitantes (Indec, 2010), excluyendo a los censados fuera de término y las personas sin hogar, de los cuales 3.764 son varones y 3.913 son mujeres, conformando un índice de masculinidad del 96,19%. La localidad aloja 2.420 viviendas y 2.151 hogares.
En cuanto al nivel educativo, un 4,84% de la población tiene nivel terciario o universitario completo, un 9,85% tiene secundario completo o terciario incompleto, un 46,61% tiene nivel primario completo o secundario incompleto y un 38,7% no terminó el nivel primario. El 27,74% de los caacatieños tiene cobertura de salud brindada por una obra social o prepaga.
En lo que respecta a la ocupación, el 35% de la población es obrero o empleado del sector público, el 27,83% es obrero o empleado del sector privado, el 22,82% es trabajador por cuenta propia, el 12,05% es trabajador familiar y el 2,3% es patrón.

### Personas destacadas
Caá Catí es la cuna del contralmirante Carlos Robacio, héroe de la Guerra de las Malvinas que condujo al Batallón de Infantería de Marina N.º 5 hasta el final del combate. Dicha unidad militar entró en Puerto Argentino al finalizar el conflicto desfilando con todas sus armas. Robacio nació en Caá Catí en 1933 y falleció en Bahía Blanca en 2011.
Caá Catí es cuna de destacadas personalidades, principalmente del ámbito de la cultura y el deporte, muchas de las cuales han trascendido el ámbito provincial y nacional. Entre ellos los futbolistas Maximiliano Meza (jugador del Club Atlético Independiente y la Selección argentina de fútbol), Nicolás Contín (jugador de Gimnasia y Esgrima de La Plata) y Daniel Villalba (jugador de Querétaro FC de México); los poetas y escritores Juan Carlos Cancho Gordiolla Niella, David Martínez, José Alarcón, Enrique Antonio Piñeyro, Olga Piñeyro, Facundo Alarcón y Rodrigo Galarza; y el historiador Pedro Corral.
También son oriundas de la localidad las hermanas Bonifacia y Rafaela Vera, prestigiosas cantautoras de chamamé que han actuado a lo largo y a lo ancho de Argentina y en distintos países de Sudamérica y Europa, y el empresario de obra pública Lázaro Báez, actualmente procesado por diversos delitos cometidos durante la administración kirchnerista entre los cuales se encuentran los de lavado de activos, encubrimiento y asociación ilícita.

## Gobierno y administración

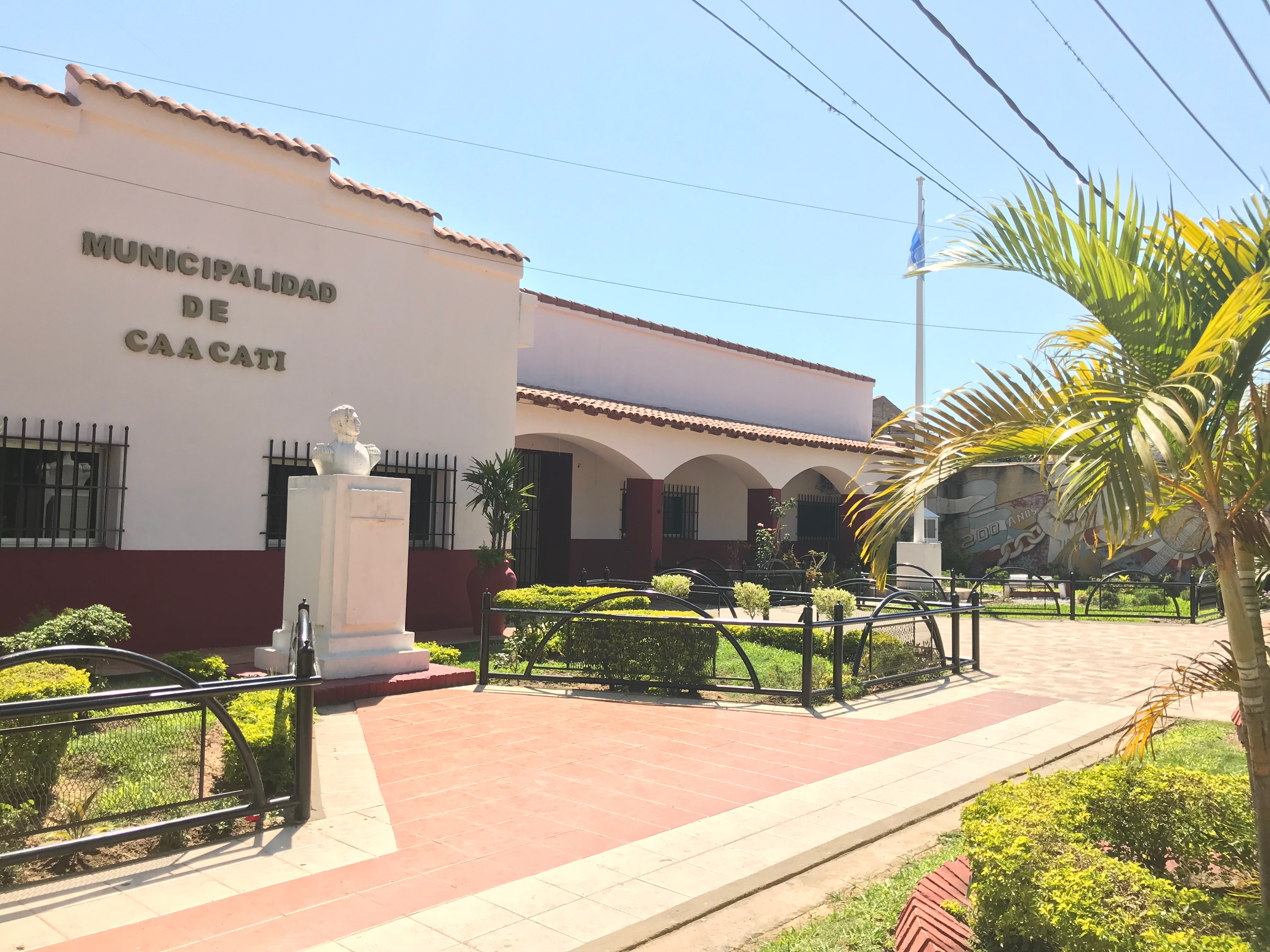
Edificio de la Municipalidad de Caá Catí, sede de la Intendencia y el Concejo Deliberante.

La Constitución de la Provincia de Corrientes reconoce el carácter de municipio a todo centro de población con un asentamiento estable de más de 1000 habitantes, les garantiza autonomía política, financiera, administrativa, económica e institucional, establece que su gobierno es ejercido con independencia de todo otro poder, y los faculta a dictarse sus propias cartas orgánicas municipales.
Las autoridades locales de Caá Catí convocaron a la elección de convencionales en julio de 2009, adhiriendo de este modo al Decreto Provincial N.º 966/2009 por el cual se dispuso la elección para los cargos de intendente, viceintendente, concejales y convencionales constituyentes en los municipios provinciales.

### Carta Orgánica Municipal
La Convención Constituyente estuvo presidida por el escribano Alejandro Milton Sonza, quien fue secundado por la abogada Jésica Gómez como vicepresidente primera y el abogado Jorge Omar Meza como vicepresidente Segundo, y los convencionales Mayra Cáceres, el abogado Ramiro Galarza, el ingeniero Walter Duarte y la profesora Mónica Ojeda. La Carta Orgánica Municipal de Caá Catí fue finalmente sancionada y promulgada por los representantes del pueblo el día 10 de diciembre de 2010, y posteriormente jurada por las autoridades municipales el 23 de diciembre del mismo año.
La misma está dividida en dos partes: la Primera Parte, o parte dogmática, versa sobre las declaraciones, derechos, garantías y políticas especiales, en tanto que la Segunda Parte, o parte orgánica, contiene tres secciones referidas al gobierno municipal, la participación política y social, y el régimen electoral y de reforma de la carta orgánica.  En el año 2019, el Concejo Deliberante trató un proyecto que buscaba declarar la necesidad de la reforma del texto original, el cual fue rechazado al no alcanzarse la mayoría calificada de dos tercios del total de los concejales.
Finalmente, en 2021, el Concejo Deliberante aprobó una ordenanza declarando la necesidad de la reforma de la constitución local, que será llevada a cabo por siete convencionales constituyentes elegidos por voto popular en las elecciones que se celebraron el 29 de agosto de 2021.

### Poder Ejecutivo

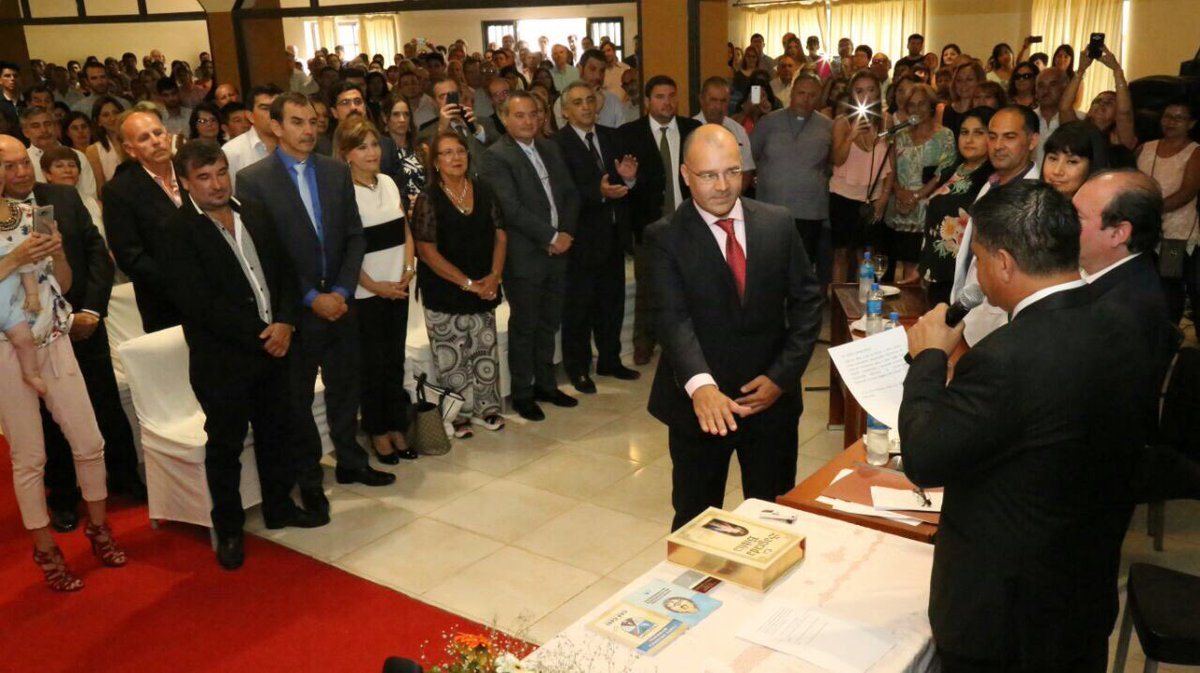
Jorge Omar Meza, Intendente de Caá Catí, al momento de prestar juramento al cargo para su primer mandato en diciembre de 2017.

El Departamento Ejecutivo está a cargo de una persona con el título de Intendente Municipal, que es elegido por el cuerpo electoral del municipio en distrito único y en forma directa por simple mayoría, en fórmula con el Viceintendente Municipal. El intendente y el viceintendente duran cuatro años en sus mandatos con derecho a una sola reelección inmediata, debiendo mediar un intervalo de al menos cuatro años para poder aspirar a uno nuevo.
Para ser intendente y viceintendente se requiere ser argentino nativo o naturalizado con cinco años en ejercicio de la ciudadanía, y formar parte del cuerpo electoral del municipio al menos en los cinco años previos a la asunción en el cargo. El intendente no puede desempeñarse en otra función pública a nivel provincial ni nacional, excepto en el ámbito de la docencia escolar y universitaria.
En su carácter de primer mandatario, el Intendente ejerce la jefatura de la administración del municipio con sujeción a la Constitución Nacional, la Constitución de la Provincia, a las leyes nacionales y provinciales, a la Carta Orgánica Municipal y a las ordenanzas sancionadas por el Concejo Deliberante.
Desde el 10 de diciembre de 2017, el Poder Ejecutivo se encuentra a cargo del Intendente Jorge Omar Meza, perteneciente al Partido Nuevo y líder de la alianza Frente Guazú, quien fue reelecto en 2021 y asumió un nuevo mandato que se extenderá hasta diciembre de 2025.

### Poder Legislativo

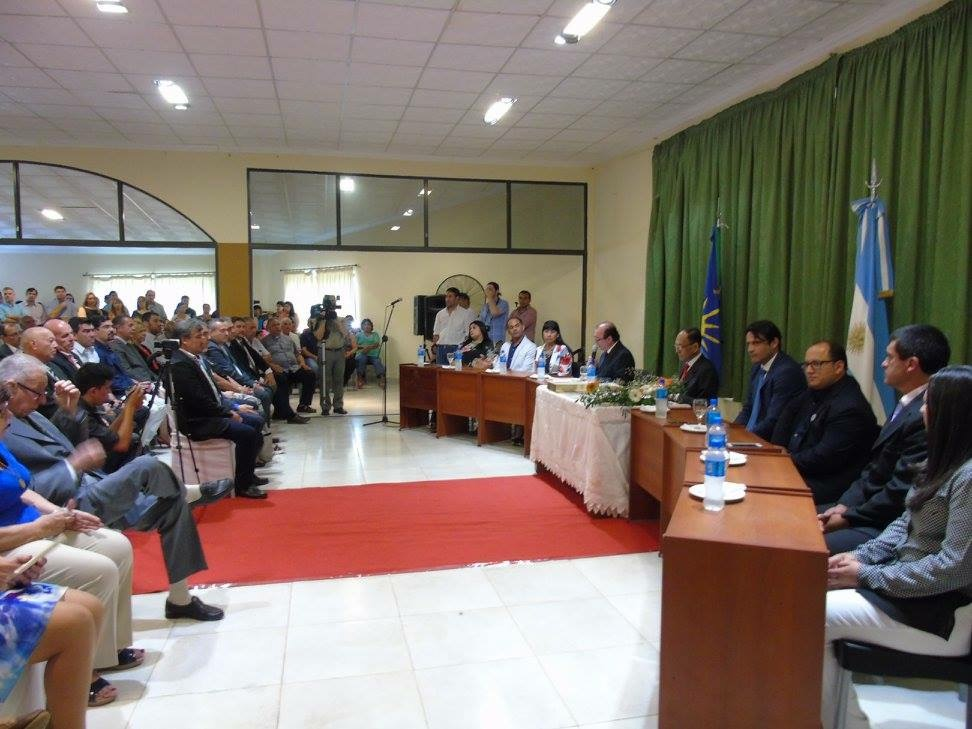
El Concejo Deliberante de Caá Catí en sesión preparatoria.

El poder legislativo es ejercido por un órgano colegiado, el Concejo Deliberante, que es presidido por el viceintendente y está compuesto por siete concejales que representan al pueblo de Caá Catí y son elegidos directamente por el cuerpo electoral, por el sistema de representación proporcional y con participación de las minorías. Los concejales duran cuatro años en sus funciones y pueden ser reelegidos por un solo período consecutivo, debiendo mediar un intervalo de al menos cuatro años para poder aspirar a uno nuevo. El cuerpo se renueva por mitades cada dos años, en ocasión de las elecciones generales provinciales.
Para ser concejal se requiere ser argentino nativo o naturalizado con cinco años en ejercicio de la ciudadanía, y formar parte del cuerpo electoral del municipio al menos en los cinco años previos a la asunción en el cargo, el cual resulta incompatible con cualquier otra función pública a nivel nacional, provincial o municipal, con excepción del ejercicio de la docencia.
El período de sesiones inicia el 1 de marzo de cada año y concluye el 30 de noviembre, pudiendo el propio Concejo prorrogarlo por hasta treinta días. En la primera sesión del año el intendente es invitado a dar un discurso acerca de la marcha de la gestión municipal y los concejales eligen a los miembros que integrarán las comisiones permanentes de Asuntos Constitucionales y Reglamento; Hacienda y Finanzas; Obras y Servicios Públicos, Urbanismo, Higiene, Salud y Educación; Acción Social, Turismo, Deportes y Cultura; y Asuntos Parlamentarios.

### Juzgado de Faltas
El Juzgado Municipal de Faltas no desempeña funciones judiciales, ya que la administración de justicia es competencia constitucional del Estado provincial. Su competencia es de carácter administrativo y cuenta con jurisdicción en todo el ejido municipal para resolver respecto a las faltas, infracciones y contravenciones derivadas de violaciones al Código de Faltas, las ordenanzas, y demás reglamentaciones municipales, como así también a leyes nacionales o provinciales cuando las mismas le asignen o deleguen competencia para ejercer la actividad jurisdiccional.
Está a cargo de un juez y un Secretario de Faltas, designados por el Concejo Deliberante previo cumplimiento de los siguientes requisitos: ser abogado con título expedido por una Facultad argentina, ser argentino nativo o por opción, tener al menos veinticinco años de edad, formar parte del cuerpo electoral del Municipio en los últimos cinco años, y tener una antigüedad en el ejercicio de la profesión no menor a dos años. Sus decisiones son apelables ante el Juzgado de Paz con asiento en la localidad, hasta tanto se constituya la Cámara Municipal de Apelaciones de Faltas prevista en la Carta Orgánica.

## Infraestructura

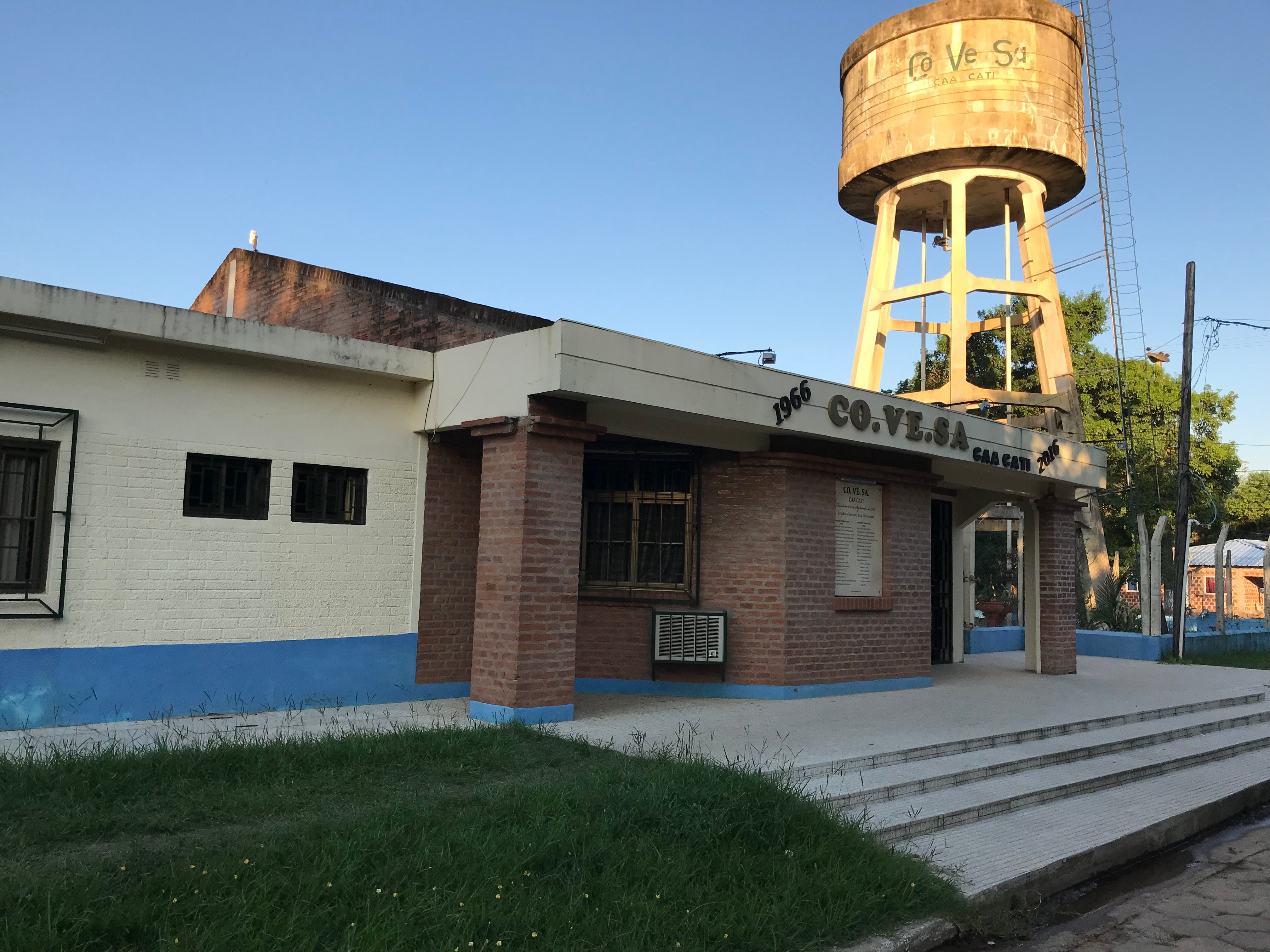
Tanque y oficinas de la Cooperativa Vecinal de Saneamiento de Caá Catí.

La ciudad de Caá Catí concentra la principal infraestructura institucional, sanitaria, educativa, social y cultural del municipio y del departamento General Paz. El crecimiento urbano comenzó durante el siglo XIX, con una marcada influencia colonial española que se reflejó en las construcciones de la localidad. Durante el siglo XX la localidad continuó desarrollándose y se implementaron diversos servicios y oficinas públicas en materia de seguridad, salud, educación y gestión municipal.
Actualmente el casco urbano cuenta con agua potable, cloacas y energía eléctrica en la amplia mayoría de las viviendas y posee un hospital, dos delegaciones policiales, un juzgado de faltas, un juzgado de paz, escuelas de nivel primario y secundario, un instituto terciario de formación profesional, una biblioteca popular, dos polideportivos, dos plazas públicas - Plaza 25 de Mayo y Plaza Belgrano -, dos sucursales bancarias - una del Banco Nación y otra del Banco de Corrientes -, un centro cultural, un centro de jubilados y pensionados, una terminal de ómnibus de media y larga distancia, museos, hoteles, bares y restaurantes.

### Agua potable

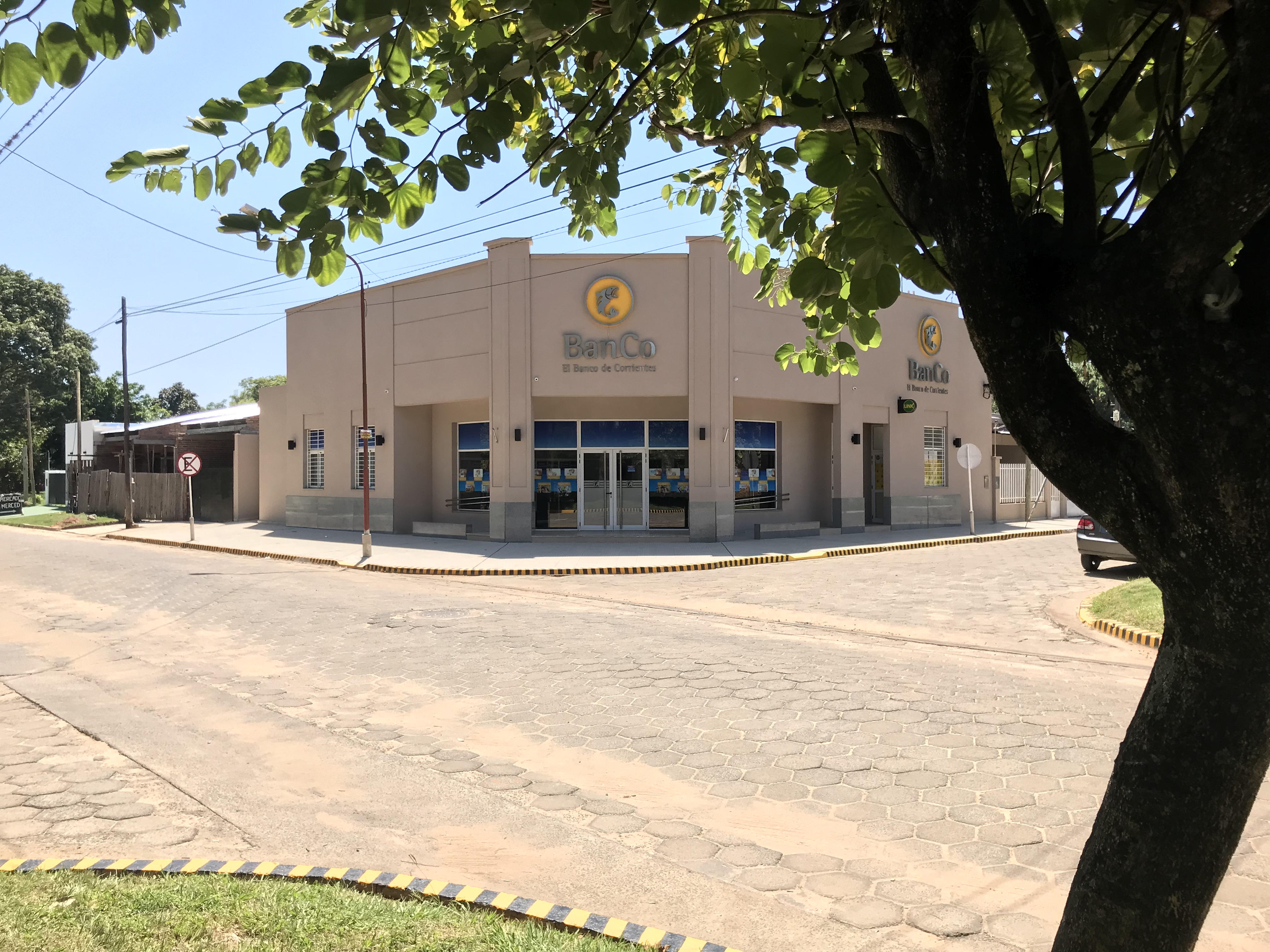
Sucursal de Caá Catí del Banco de Corrientes.

La Cooperativa Vecinal de Saneamiento (CO.VE.SA) brinda el servicio de agua potable y cloacas desde el año 1966. Sus oficinas y planta de tratamiento están ubicadas en la intersección de las calles Brunel Pruyas y Cura Geneyro.

### Luz
El servicio de luz eléctrica es provisto por la Dirección Provincial de Energía de Corrientes (DPEC), un organismo técnico administrativo con carácter de empresa del Estado de la provincia que tiene a su cargo el servicio público de energía eléctrica en todos los municipios correntinos.

### Salud
La localidad cuenta con un hospital de gestión pública provincial de derivación regional con nivel de complejidad 4: el Hospital "San Vicente de Paul", ubicado en la calle Juan Bautista Alberdi 251. El mismo cuenta con un plantel de cinco médicos clínicos que brindan atención de guardia las 24 horas, 3 odontólogas, 2 kinesiólogas, 1 bioquímica, 1 psicóloga y 2 radiólogas. Ofrece además servicios de: nutrición y estimulación temprana. Su plantel de agentes sanitarios cubre las zonas rurales de incumbencia. Las salas de internación poseen televisión y baños privados. 
Desde la gestión municipal se implementó el sistema sanitario "Salud Rural" que involucra personal propio: dos médicos, una odontóloga, enfermeras y agentes sanitarios los cuales se movilizan con ambulancia. 
De manera particular ofrecen servicios: 4 consultorios médicos, 7 consultorios odontológicos, 1 laboratorio de análisis clínicos, 2 médicos ecografistas y 1 gabinete kinesiológico. Especialidades como oftalmología, ginecología, traumatología, neurología y cardiología, se brindan en un policonsultorio con profesionales que se trasladan desde Corrientes capital regularmente.
En Caá Catí funcionan tres farmacias: la Farmacia Los Ángeles, la Farmacia Virgen del Rosario y la Farmacia FarmAle. 

### Seguridad
La localidad cuenta con una comisaría departamental, que se encuentra ubicada frente a la Plaza 25 de Mayo, y un destacamento policial apostado en la rotonda de acceso a la ciudad. El servicio policial está a cargo de la Policía de Corrientes y consiste en la guardia permanente recorridos de agentes policiales en bicicletas, caballos y móviles, la recepción de denuncias, y el asesoramiento a turistas.

### Justicia
El Poder Judicial de la Provincia de Corrientes tiene en la localidad de Caá Catí un Juzgado de Paz que es competente en cuestiones vecinales, asuntos de familia y civiles y comerciales de menor cuantía.

## Cultura y deportes

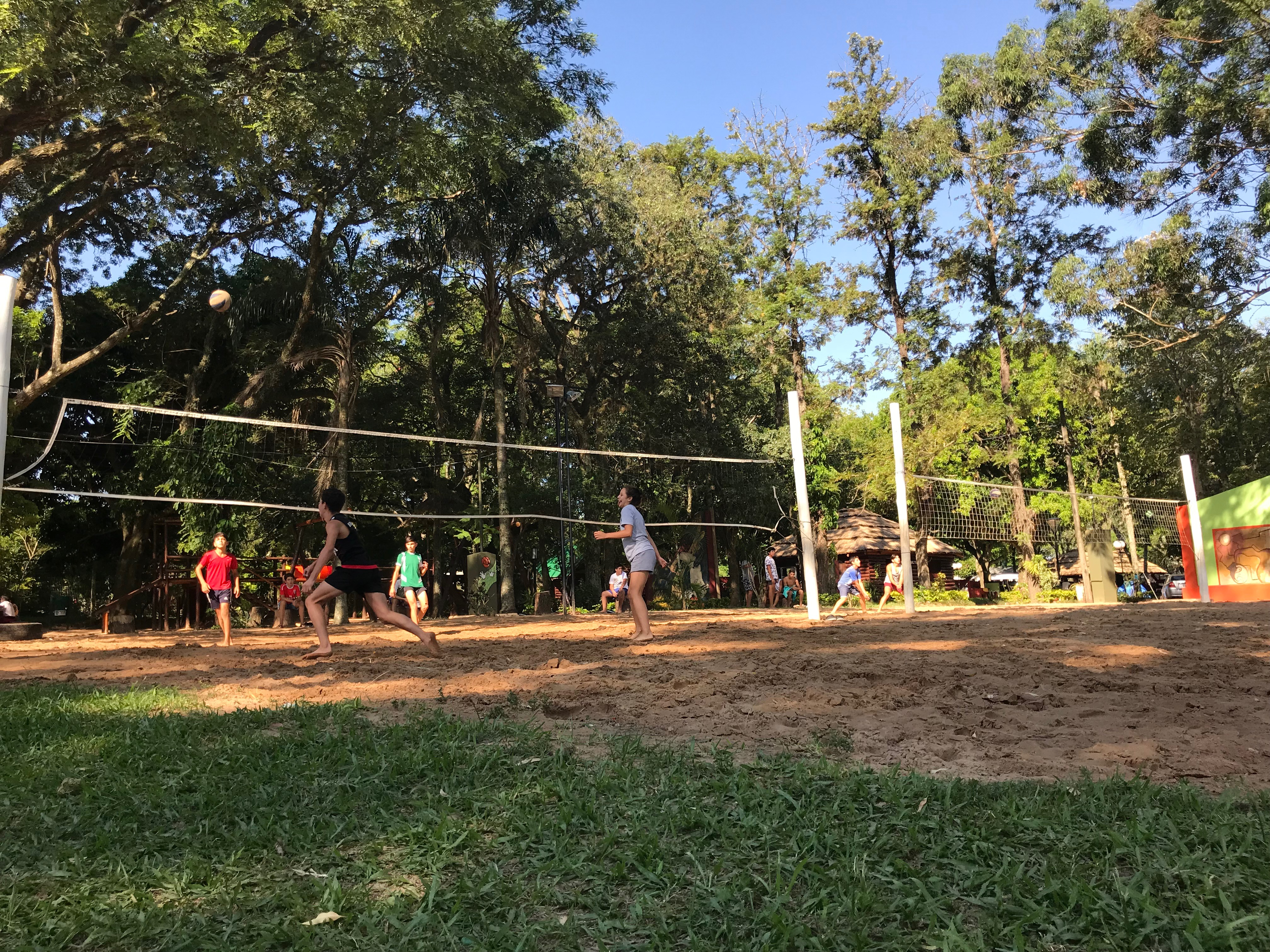
Canchas de vóley playa en el Balneario El Rincón.

La localidad es en sí misma un museo viviente gracias a la conservación de una importantísima estructura arquitectónica de fines del siglo pasado y además se caracteriza como un centro de cultura destacado por ser cuna de poetas y de escritores que han trascendido el ámbito local y provincial, como es el caso de Juan Carlos Gordiolla Niella, David Martínez, José Alberto Alarcón, Rodrigo Galarza, Olga Piñeiro, Enrique Piñeiro, José Facundo Alarcón y Alejandro Mauriño. El grupo literario "Pájaro de Tinta" edita también un periódico de aparición irregular, y organiza veladas culturales de trascendencia.
Entre sus historiadores se distingue Pedro C. Cabral, como el primer recopilador de fuentes históricas referidas a Caá Catí con la publicación de sus obras "Caá Catí y sus hombres" y "A mi pueblo Caá Catí". A lo largo de los años ha sido sede de varias publicaciones periodísticas y en la actualidad se edita el periódico "Nueva Era" dirigido por Andrés Delgado.
En la ciudad residió y dejó de existir el educador provincial Carlos Julio Mauriño, creador de la escuela secundaria normal "Almirante Brown", recordado hoy con un busto en el patio cubierto de este establecimiento y con una escuela primaria que lleva su nombre en el paraje "Capillita".
En Caá Catí se destaca la práctica de básquet, para ambos sexos. La localidad cuenta con una escuela de iniciación municipal que funciona en las instalaciones del complejo polideportivo local. Para su práctica cuenta con una cancha principal cubierta, con piso de parqué y tablero electrónico para el marcador y además una secundaria externa. Los equipos tradicionales de esta disciplina son: El Galeón, Águilas, Anahí y Cambá Porá.   
En la localidad se practica además del tradicional fútbol, vóley, atletismo, hockey, vóley-playa, ajedrez, tiro deportivo y pádel, entre otros.
Los mayores también practican, pero para ellos se promueve además de fútbol, la práctica de Newcom (voleiból adaptado), tejo y sapo, todos ellos en el complejo Polideportivo 

### Fiestas y tradiciones
Diversas fiestas tradicionales son celebradas anualmente en Caá Catí. En enero se lleva a cabo la Fiesta Provincial del Verano, que en 2018 cumplió su vigesimosegunda edición consecutiva, en la cual se elige a la Reina del Verano y se realizan numerosos conciertos musicales con artistas locales, regionales y nacionales. Los carnavales son festejados en febrero o marzo, según el año, con la participación de carrozas y comparsas de distintos barrios de la localidad y de municipios vecinos que desfilan en el Corsódromo Municipal Nicasio Chiquito Martínez. El 7 de abril se celebra el aniversario de la fundación de Caá Catí, con la realización de actos institucionales y shows musicales.
En julio tiene lugar la Fiesta de la Amistad Chamamecera, que gira en torno al género musical del chamamé. En 7 de octubre son las fiestas patronales en honor a la santa patrona del pueblo, la Virgen del Rosario. Esta última se trata de una fiesta principalmente religiosa. El 1 de noviembre tiene lugar la Fiesta de los Ángeles Somos, en la cual desde tempranas horas de la mañana, los niños o "Ángeles Blancos" visitan las casas con mensajes de paz y amor, recibiendo golosinas a cambio. Por la noche, los mayores o "Ángeles Negros" salen de serenata por las casas del pueblo. Finalmente, durante los primeros días del mes de diciembre tiene lugar la Fiesta Provincial del Búfalo, que en 2017 celebró su tercera edición consecutiva.
| Listado de festivales que se realizan en Caá Catí | Listado de festivales que se realizan en Caá Catí | Listado de festivales que se realizan en Caá Catí |
| ------------------------------------------------- | ------------------------------------------------- | ------------------------------------------------- |
| Festival                                          | Fecha                                             | Motivo                                            |
|                                                   |                                                   |                                                   |
| Fiesta Provincial del Verano                      | Mes de enero                                      | Temporada turística de verano                     |
| Aniversario de Caá Catí                           | 7 de abril                                        | Fecha de fundación de la localidad en 1707        |
| Fiesta de la Amistad Chamamecera                  | Mes de julio                                      | Música chamamecera y sapucay                      |
| Fiesta de la Estudiantina                         | 21 de septiembre                                  | Día del estudiante y llegada de la primavera      |
| Fiestas patronales                                | 7 de octubre                                      | Día de la Virgen del Rosario, patrona de Caá Catí |
| Fiesta de los Ángeles Somos                       | 1 de noviembre                                    | Día de Todos los Santos                           |
| Fiesta Provincial del Búfalo                      | Mes de diciembre                                  | Cría y comercialización de búfalos                |

### Museos y bibliotecas

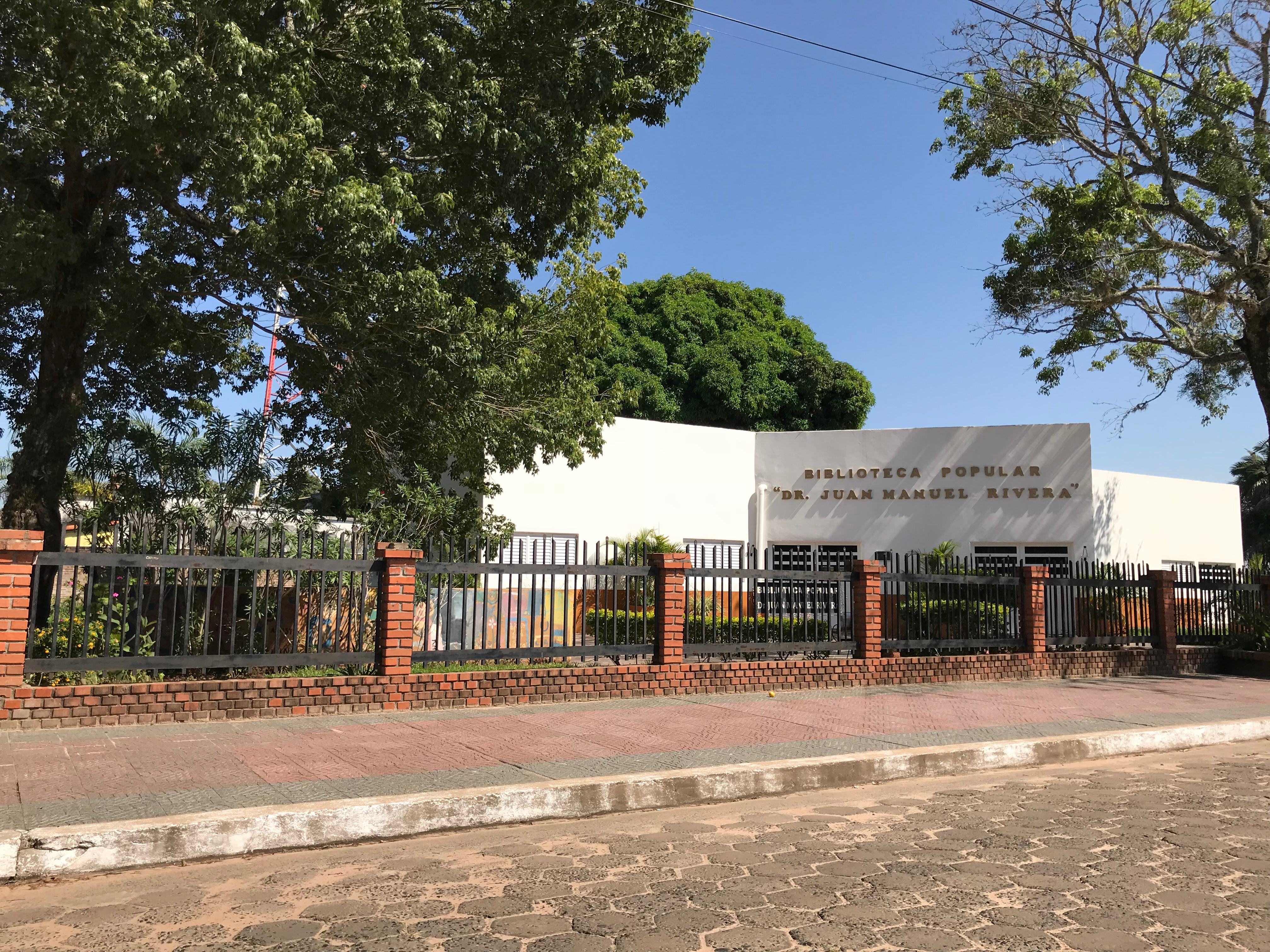
Biblioteca Popular Dr. Juan M. Rivera

La ciudad de Caá Catí cuenta con tres museos dedicados a la historia del lugar y a la conservación y difusión de obras literarias y artísticas de poetas, escritores y autores locales.
Dos de los museos de la localidad se encuentran ubicados en un edificio sito en la Avenida 12 de Octubre 530, propiedad que antiguamente funcionaba como un almacén de ramos generales. En la planta baja se encuentra el viejo almacén “El Asturiano” que funcionó entre 1920 y 1960 y cuyo propietario fue Emilio Martínez, donde se exhiben una amplia cantidad de artículos de época pertenecientes a los rubros de almacenería y ferretería, como así también el mobiliario original del antiguo comercio incluyendo mostradores, exhibidores y estantería, caja registradora, báscula y balanza, carameleras, máquinas de fiambre y libros de comercio. En la planta superior, por su parte, se aloja el museo de David Martínez, escritor y poeta oriundo de Caá Catí, donde se exhibe la habitación que utilizara en vida y una pequeña biblioteca con material literario que le pertenecía.
Por otra parte, sobre la calle Gordiolla Niella está situado el Museo de la Casa del Poeta Juan Carlos Gordiolla Niella, cuyas actividades fueron declaradas de interés cultural por la Cámara de Diputados de la Nación. El establecimiento fue donado a la Municipalidad de Caá Catí por el propio poeta, con la condición de que anualmente se lleven a escena en dicho lugar obras de teatro de su autoría. En el mismo se puede observar la biblioteca personal de Gordiolla, el mobiliario, fotos, cartas, manuscritos y cuadros tanto de su autoría como de otros artistas.

### Clubes y equipos deportivos
Al igual que en el resto de Argentina, el deporte más popular en Caá Catí es el fútbol. La localidad cuenta con cuatro equipos de fútbol (Cambá Porá, Anahí, Sol Naciente y Coé Mbotá) que representan a los cuatro barrios más importantes de la ciudad. Además de los clubes de fútbol masculino, en la localidad también se practica fútbol femenino. Los equipos representativos son: Soñadoras y Unión Fem.
El básquet se encuentra representado por las escuadras de Águilas, Galeón, Anahí y Cambá Porá.

## Turismo
Por ser depositaria de un rico patrimonio natural, histórico y cultural, Caá Catí fue declarada de interés turístico en 1989 por ley provincial N° 4346. La ciudad se encuentra circundada de numerosos esteros y lagunas que la rodean, y cuenta con un paisaje natural compuesto por una amplia gama de especies vegetales y animales que incluso fueron admiradas en 1827 por el naturalista francés Alcide D'Orbigny que lo publicó en su libro "Viaje a la América Meridional".

### Balneario El Rincón

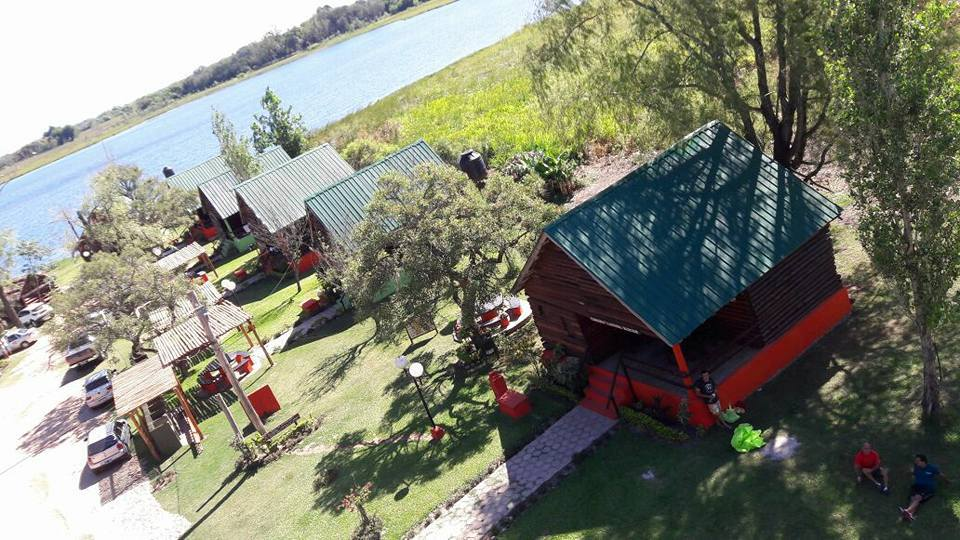
Vista aérea de la laguna y cabañas del Balneario El Rincón.

En torno a la Laguna Rincón, un espejo de agua transparente y cálida de aproximadamente 4 kilómetros cuadrados, el municipio de Caá Catí desarrolló el balneario homónimo que cuenta con diversos servicios destinados a los turistas. El mismo posee un área de campismo para visitantes que deseen acampar y un complejo de distintas cabañas que permiten alojar entre tres a ocho huéspedes cada una, estacionamiento para autos y motos, sector de parrillas públicas y parrillas privadas para las cabañas, livings y pérgolas al aire libre, una cancha de fútbol, dos canchas de vóley, alquiler de kayak, quincho, comedor, juegos para niños y espacios libres con gran vegetación y arboledas.
Dentro del complejo se encuentra una oficina de turismo dependiente del gobierno municipal, la cual tiene a su cargo la gestión y administración de las cabañas y demás servicios del balneario, brindando además asesoramiento turístico a los visitantes del lugar y de la ciudad. En ella también se comercializa merchandising conmemorativo de Caá Catí y se puede obtener información acerca de actividades y recorridos turísticos para realizar dentro de la ciudad y en las zonas aledañas de la provincia de Corrientes.

### Hotelería y gastronomía
Caá Catí cuenta con tres hoteles de pasajeros, el Hotel Jensen ubicado en la calle San Martín al 252, el Hospedaje Cuatro de Oro sito en la calle San Martín esquina Itatí, y el Hotel Yaqué Porá. La oferta gastronómica ha comenzado a incrementarse en los últimos años, con la apertura de nuevos restaurantes, bares y heladerías.

### Parque nacional Iberá
La ciudad se encuentra ubicada a 46 kilómetros del parque nacional Iberá, uno de los mayores refugios de vida silvestre del país, que cuenta con 1.3 millones de hectáreas de superficie compuestas por lagunas, ríos, esteros, bañados, pajonales, pastizales, sabanas, bosques, selvas, palmares, y praderas.
Dentro del parque se puede divisar una gran diversidad y cantidad de especies vegetales y animales, entre las cuales se destacan las garzas, cigüeñas, patos, chajás, espátulas, biguás, jacanas, flamencos, yacarés, carpinchos, lobos de río, ciervo de los pantanos y ejemplares reintroducidos de yaguaretés.

## Religión
La mayor parte de la población caacatieña profesa el cristianismo y, principalmente, el catolicismo. En la ciudad se encuentra erigida la parroquia de Nuestra Señora del Rosario de Caá Catí, perteneciente a la arquidiócesis de Corrientes. Asimismo, hay templos religiosos evangélicos y, como es habitual en la provincia, se rinde culto al Gauchito Gil. También existe un santuario dedicado al gaucho Juan de la Cruz Quiroz, popularmente conocido como Cruz Quiroz, un miembro del Partido Liberal perteneciente a las huestes del caudillo Gervasio Blanco, que fue asesinado por los autonomistas en la localidad.